# Tenis stołowy na Letnich Igrzyskach Olimpijskich 2000

## Mężczyźni

### singel
| Lp. | Państwo | Zawodnik        |
| --- | ------- | --------------- |
| 1   | Chiny   | Kong Linghui    |
| 2   | Szwecja | Jan-Ove Waldner |
| 3   | Chiny   | Liu Guoliang    |

### debel
| Lp. | Państwo | Zawodnicy                          |
| --- | ------- | ---------------------------------- |
| 1   | Chiny   | Wang Liqin Yan Sen                 |
| 2   | Chiny   | Kong Linghui Liu Guoliang          |
| 3   | Francja | Patrick Chila Jean-Philippe Gatien |

## Kobiety

### singel
| Lp. | Państwo         | Zawodniczka |
| --- | --------------- | ----------- |
| 1   | Chiny           | Wang Nan    |
| 2   | Chiny           | Li Ju       |
| 3   | Chińskie Tajpej | Chen Jing   |

### debel
| Lp. | Państwo          | Zawodniczki            |
| --- | ---------------- | ---------------------- |
| 1   | Chiny            | Li Ju Wang Nan         |
| 2   | Chiny            | Sun Jin Yang Ying      |
| 3   | Korea Południowa | Kim Moo-kyo Ryu Ji-hye |